# 塩田利幸
塩田 利幸（しおた としゆき、1939年6月17日 - 2016年9月29日）は、日本のアナウンサー。大阪府大阪市出身。昭和プロダクション所属。関西テレビ放送（KTV）の勤務を経て、フリーとなる。

## 来歴・人物
小学生時代は大の阪神ファンだったが、1950年のセ・パ両リーグ分立の時に、阪神から毎日オリオンズに移籍した別当薫派に付いて行き、オリオンズファンになる。少年時代は球場に頻繁に行くよりも野球雑誌を読んだりラジオで中継を聴いたりするタイプのファンだったことから、小学生時代にアナウンサーを志す。大阪府立夕陽丘高等学校、関西学院大学法学部卒業後、1962年KTVにアナウンサーとして入社。関西運動記者クラブにも加入する。1964年の日本シリーズでは、東京オリンピックのためにKTVの先輩アナウンサーはみんな東京に出て行き、会社に残ったのは当時入社3年目の塩田だけだったということから、同シリーズのKTV担当分の実況は全て塩田一人で担当した。
KTV入社後はプロ野球、バレーボール、ボクシングなどスポーツ実況アナとして活躍。中でもプロ野球では、1984年の日本シリーズ・阪急対広島（阪急西宮球場での主催3試合すべて）の実況を担当。その他、シーズン中の中継では特に西本幸雄と実況と解説で組むことが多く、「西本・塩田の名コンビ」とも言われた。『大阪国際女子マラソン』では、1982年の第1回から1991年の第10回まで第1移動車、1992年の第11回から1999年の第18回まで長居陸上競技場の実況を務めた。
1999年にKTVを定年退職。その後はフリーアナに転身。昭和プロに籍を置き、関西を拠点とし、CSテレビで放送されるプロ野球中継を担当した他、講演活動も行っていた。また、野球殿堂審査員・ゴールデングラブ賞選考委員・関西テレビスポーツ大賞選考委員も務めた。
同期は鈴木紘夫と杉本清。

## 出演番組
- J SPORTS STADIUM（J SKY SPORTS[注 4]→J SPORTS。主にオリックス・バファローズ戦）

### KTV時代の出演番組
- アタック600
- プロ野球ニュース（フジテレビ系列）[11] ※地上波時代第1期・第2期いずれも担当[12]。
- FNSの日SP 1億2450万人の平成教育テレビ（1993年度）
- 各種スポーツ中継
  - KTV制作プロ野球中継（公式戦[5]、オールスターゲーム[5]、日本シリーズ[5]各種中継で実況担当。1999年まで[13]）[注 5]
  - バレーボール中継（日本リーグ[5]、Vリーグ[5]、ワールドカップ[5]、春の高校バレー。春の高校バレーについては、男子決勝で長らく実況を務めた）
  - プロボクシング中継（世界タイトルマッチ[5]、日本タイトルマッチ[5]）
  - 大阪国際女子マラソン中継[5]